# Cees van Hasselt

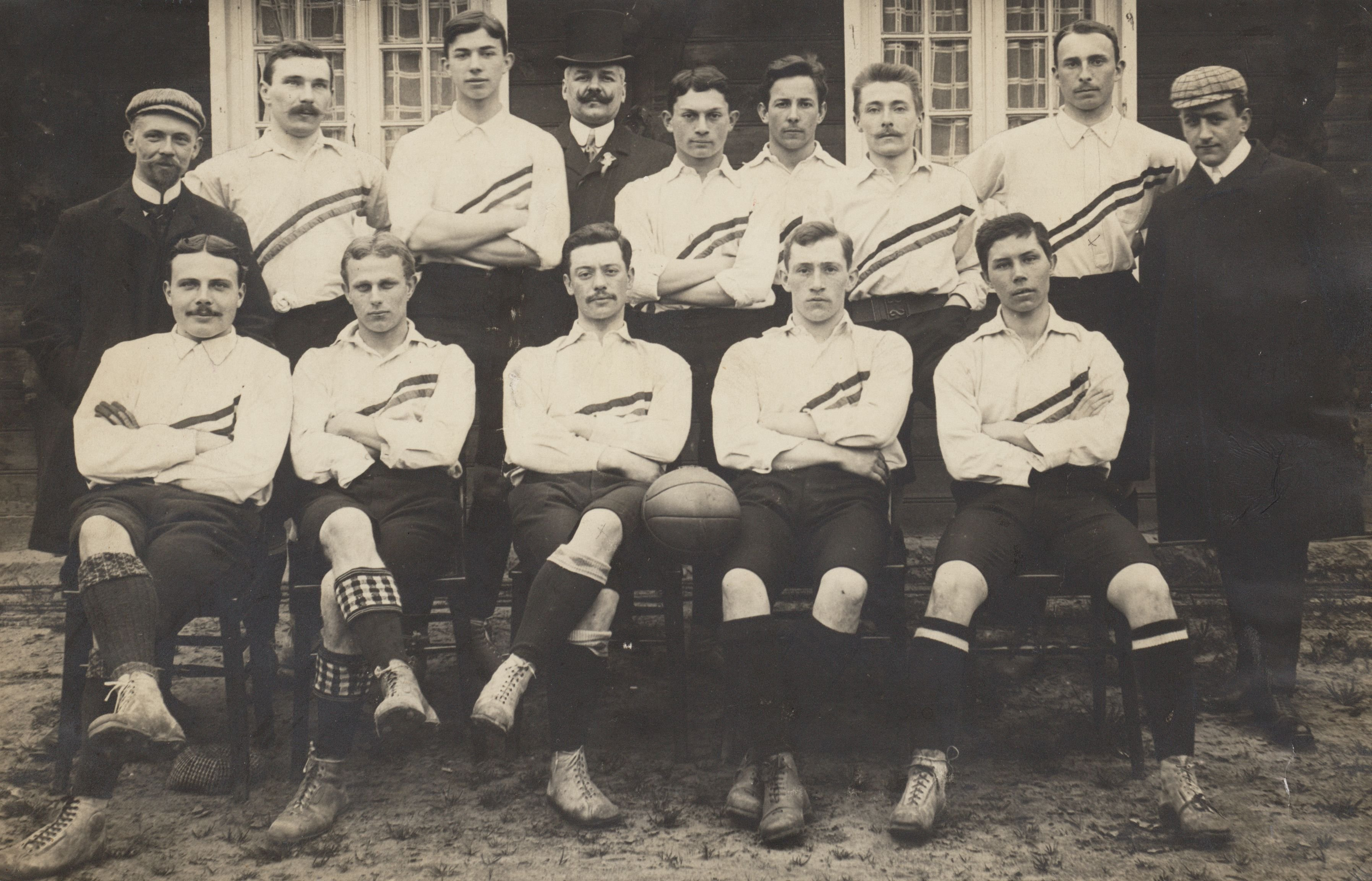
Cees van Hasselt (achterste rij, uiterst links) met het Nederlands elftal in 1905

Cornelis Wilhelmus (Cees of Kees) van Hasselt (Rotterdam, 5 oktober 1872 – aldaar, 16 januari 1951) was een Nederlands voetballer en trainer. Van 1905 tot 1908 was hij de eerste bondscoach van het Nederlands elftal.
Hij speelde zelf, als aanvallende back, bij Sparta. In 1895 speelde hij mee in een door Pim Mulier georganiseerd officieus Nederlands elftal, dat een wedstrijd tegen Maidstone FC speelde. Hij en zijn vijf broers waren ook succesvolle zwemmers. Van beroep was hij kleermaker in Rotterdam. In 1901 nam hij samen met Celeritas-aanvoerder G.C. Jirris (1880-1952) het initiatief tot de eerste wedstrijd tegen België. Aangezien van het Nederlands elftal alleen spelers uit Zuid-Holland deel uitmaakten en de wedstrijd nog niet onder auspiciën van de KNVB werd gespeeld, geldt deze niet als een echte interland.
Op 30 april 1905 werd de eerste officiële interland gespeeld, andermaal tegen België, en Van Hasselt trad op als trainer. Na negentig minuten was de stand 1-1, waarop verlengd werd. Oranje won de wedstrijd uiteindelijk met 4-1. Grote man was Eddy de Neve, die alle vier de Nederlandse goals maakte. De Belgische tegentreffer was een eigen doelpunt van Ben Stom.
Van Hasselt leidde Oranje elf keer. Onder zijn leiding werd zes keer gewonnen en vijf keer verloren. Alle wedstrijden waren vriendschappelijk, achtmaal was België de tegenstander. Onder zijn leiding werd voor het eerst tegen Britse amateurs gespeeld; hiervan werd in 1907 thuis met 8-1 en uit in Darlington zelfs met 12-2 verloren.
Toen Oranje een jaar later aan de Olympische Spelen in Londen zou meedoen, achtte de KNVB de tijd gekomen voor een ervaren Engelse trainer. Van Hasselt ruimde het veld en werd opgevolgd door Edgar Chadwick. Overigens wordt deze door een aantal voetbalexperts ook wel beschouwd als de eerste bondscoach; zij zien in Van Hasselt meer een goedwillende amateur dan een echte coach.
Naast zijn werkzaamheden in de sport was Van Hasselt ook op allerlei andere terreinen actief. Na de Eerste Wereldoorlog begon hij, samen met zijn zoon Johannes Hendrikus, de kunsthandel "Huize van Hasselt". Zij organiseerden de eerste tentoonstelling van de progressieve Rotterdamse kunstenaarsgroep "De Branding" en besteedden ook veel aandacht aan moderne Duitse kunst. In de voorbereiding van de Wereldjamboree van 1937 in Vogelenzang was Van Hasselt verantwoordelijk voor de verhuur van de ruimtes voor winkels en restaurants op het marktplein. Ook was Van Hasselt voor de Tweede Wereldoorlog organisator van de grote bloemententoonstelling "Prima Vera", die plaatsvond in de Nenijto hal en duizenden bezoekers naar Rotterdam trok. In 1938 werd de zevende editie van de bloemententoonstelling officieel geopend door minister van Economische Zaken Max Steenberghe.
Cees van Hasselt overleed aan de gevolgen van een maagbloeding. Hij werd begraven op de Algemene Begraafplaats Crooswijk. In 1999 werd een straat in Rotterdam naar hem genoemd, de Kees van Hasseltstraat in de nieuwbouwwijk Nieuw Terbregge.